# KNEP 1000-serien
KNEP 1000-serien är en av Knäppupp AB:s korta singelserier som omfattar KNEP 1001-KNEP 1011.
- KNEP 1001 På björkprydd kulle (Gösta Westerlunds kapell)
- KNEP 1002 Sommarglädje (De glada vikingarna)
- KNEP 1003 Djurgårdsminnen (Gunnar Lundgrens kapell)
- KNEP 1004 Signaler (Kungl. Svea Livgardes musikkår)
- KNEP 1005 Vasa 1628 (Anders Franzén och Inga Sweyert)
- KNEP 1006 Nu ska vi vara snälla (Karl Gerhard)
- KNEP 1007 Dans på loftet (Gunnar Lundgrens kapell)
- KNEP 1008 Dans på klöverängen (De glada vikingarna)
- KNEP 1009 Pirat-polka (Gunnar Lundgrens kapell)
- KNEP 1010 Mormors brudvals (De glada vikingarna)
- KNEP 1011 På blommande äng (De glada vikingarna)